# Dürrüşehvar Sultan
Dürrüşehvar Sultan (turc ottoman : خدیجه خیریه عائشه درشهوار سلطان / Khadija Khayriya Aïcha Durri-Chechvar Sultane ; turc : Hatice Hayriye Ayşe Dürrüşehvar Sultan ; née le 26 janvier 1914 à Üsküdar, Constantinople et morte le 7 février 2006  à Londres) est la fille d'Abdülmecid II, dernier calife du monde musulman. Elle porte les titres de princesse de Berar et princesse impériale de l'Empire ottoman.

## Biographie

### Famille et jeunesse

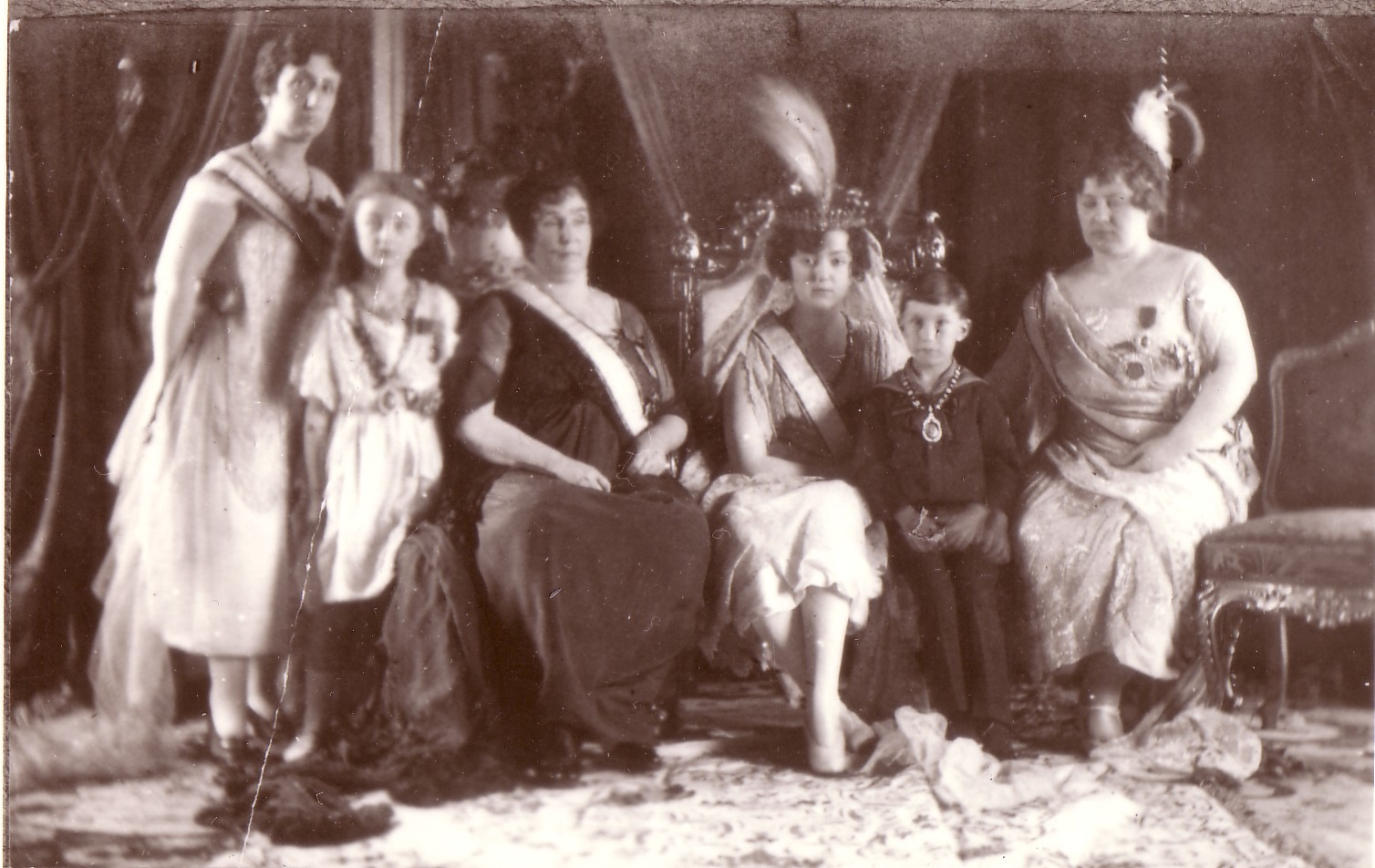
Dürrüşehvar (deuxième à partir de la gauche) au mariage de Sabiha Sultan en avril 1920.

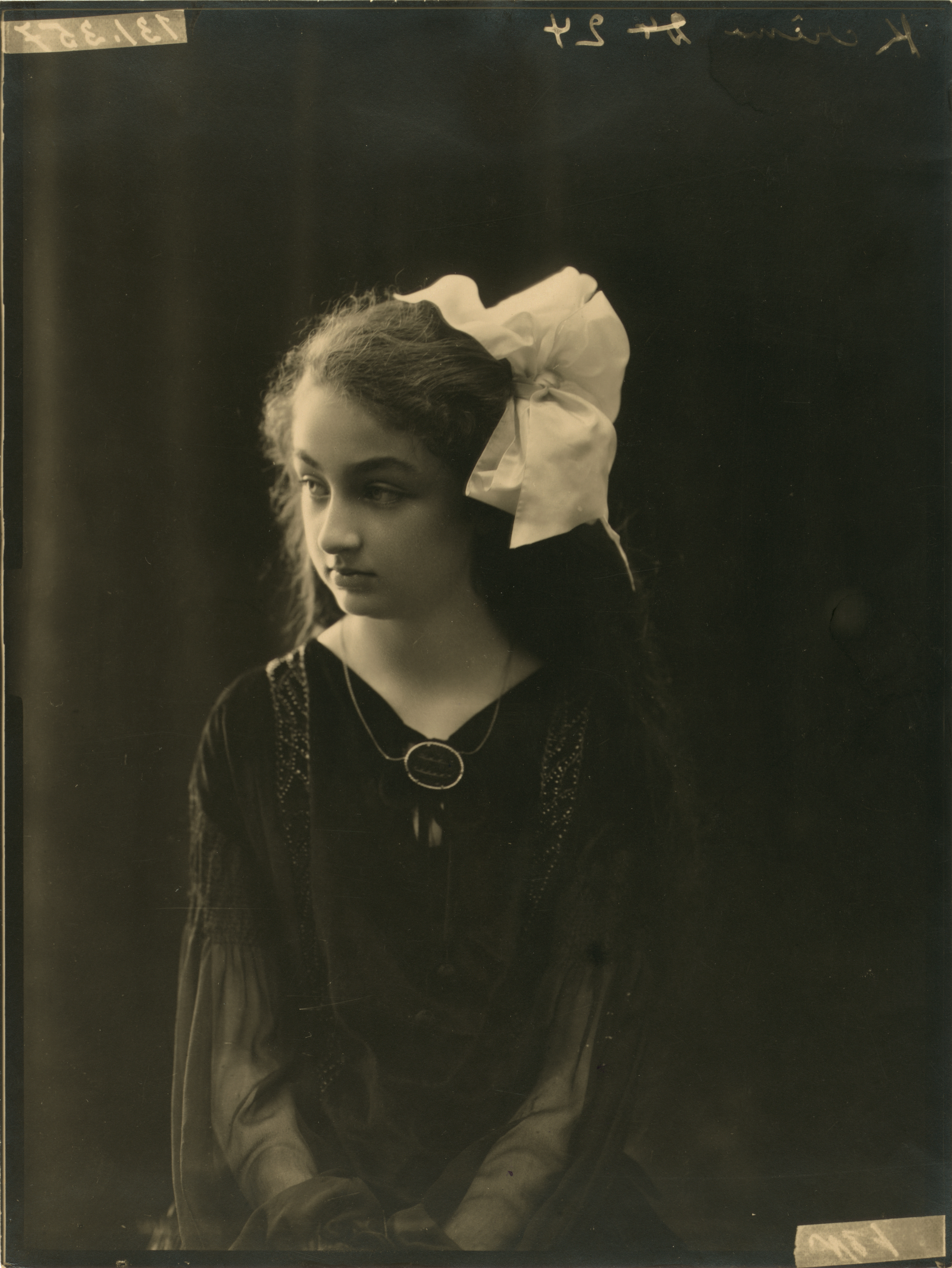
Dürrüşehvar à l'âge de neuf ans, en 1923.

Dürrüşehvar Sultan est née le 16 janvier 1914 au palais Çamlıca à Üsküdar, alors que le califat ottoman entre dans sa dernière phase. Son père sera entre 1922 et 1924, année de sa déposition par Mustapha Kémal, le dernier calife sous le nom de Abdülmecid II, fils du sultan Abdulaziz et de Hayranidil Kadın. Sa mère est Mehisti Hanım, fille de Hacımaf Akalsba et de Safiye Hanım . Elle a un demi-frère aîné, Şehzade Ömer Faruk, issu du premier mariage de son père .

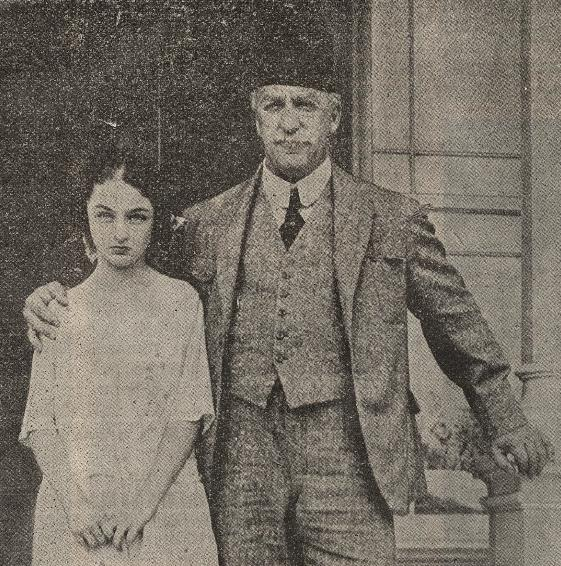
Dürrüşehvar à l'âge de treize ans, avec son père.

Lors de l'exil de la famille impériale en mars 1924, Dürrüşehvar et sa famille s'installent à Nice. La Société britannique du Croissant-Rouge, amie du dirigeant déchu, appelle les dirigeants musulmans du monde entier à venir en aide au calife appauvri. Persuadé par Maulana Shaukat Ali et son frère, Maulana Mohammed Ali Jouhar, Asaf Jâh VII, le dernier Nizam de l'État d'Hyderabad décide d'envoyer une pension mensuelle à vie de trois cents livres au calife déchu, et des allocations à plusieurs personnes de sa famille .

### Mariage
Elle est l'épouse d'Azam Jah (en), fils du dernier souverain régnant de la dynastie des Nizâm de la principauté d'Hyderâbâd et de Berar, Asaf Jâh VII. Leur mariage a lieu à Nice en 1931.

## Photographies

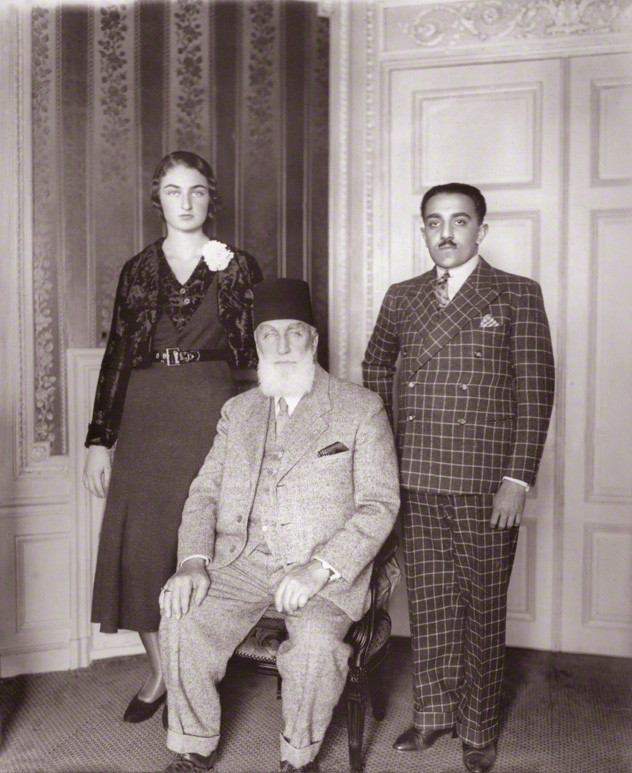
Avec son père Abdülmecit II et son mari Azam Jah (en).
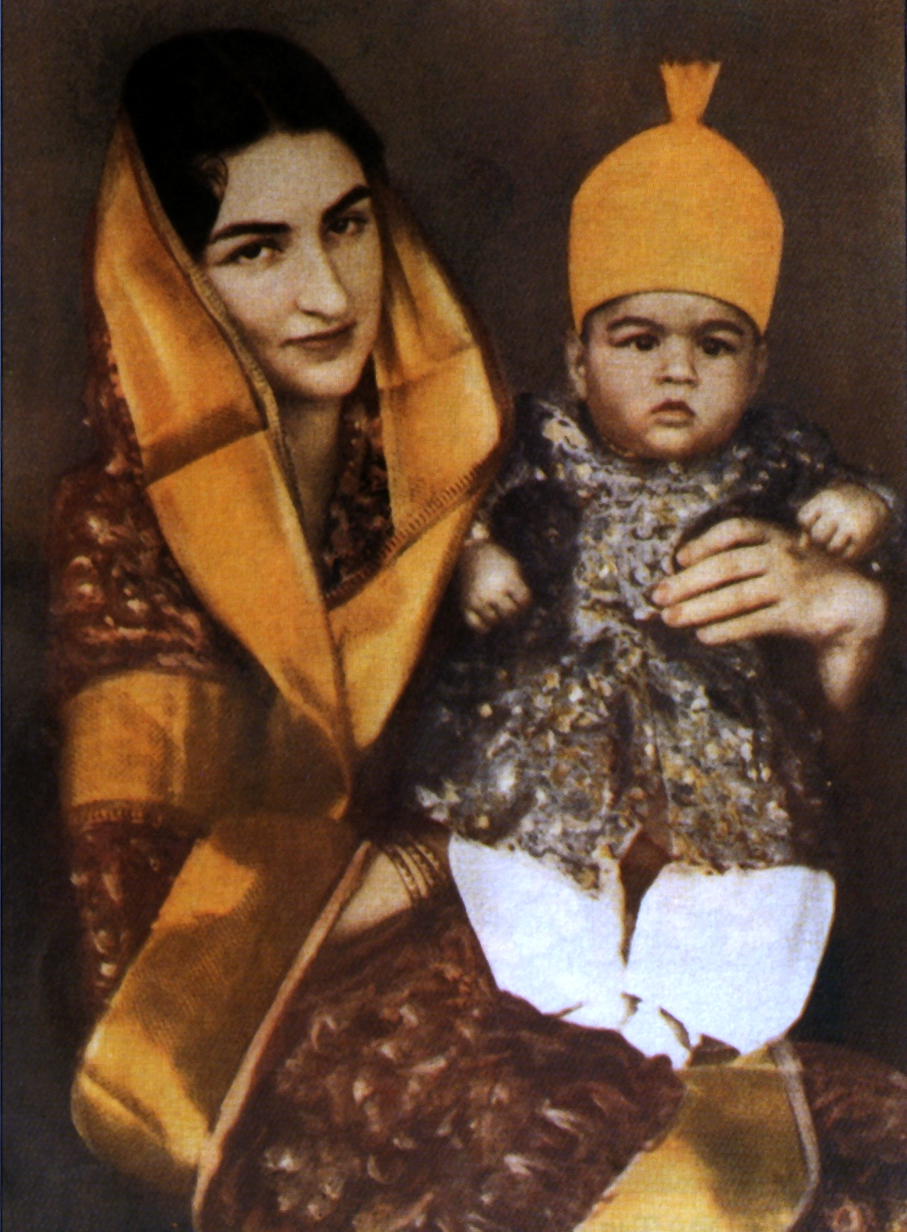
En 1934 avec son fils.